# تقدير اتجاه الحركة

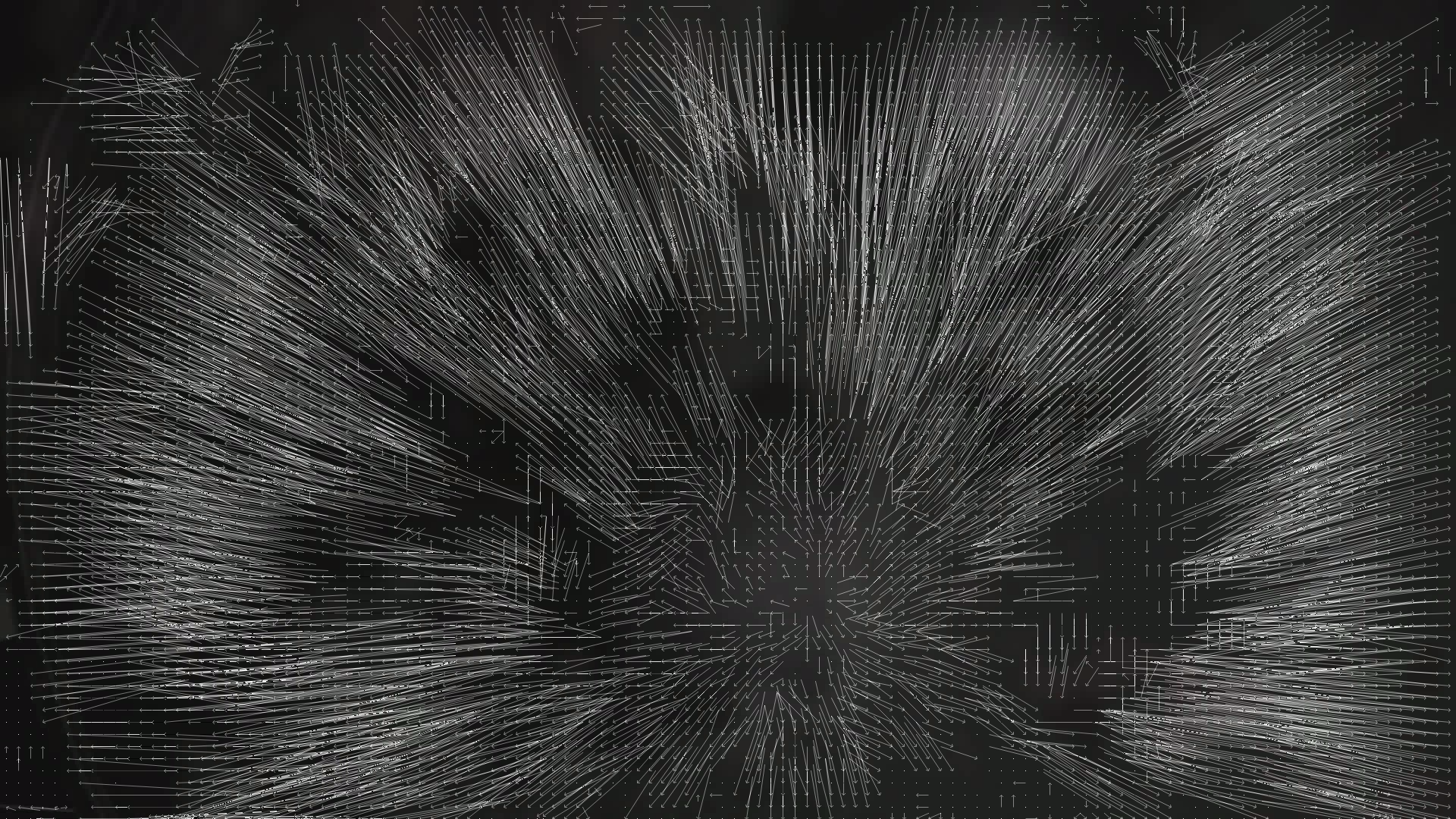

تقدير اتجاه الحركة (بالإنجليزية: Motion estimation)‏ هو عملية تحديد متجهات الحركة motion vectors التي تصف التحول بين الصور الثنائية الأبعاد و بعضها البعض، و غالبًا ما تستخدم لهذا الصور المتعاقبة المكونة لفيديو مصور.
و هنا تظهر مشكلة، حيث الحركة تتم في الفضاء ثلاثى الأبعاد بينما الصور ما هي إلا إسقاط لمشهد ثلاثى الأبعاد على سطح ثنائى الأبعاد ( الصورة). إن متجهات الحركة قد تعبر عن الصورة كلها أو أجزاء بعينها كالبيكسل pixel (العنصر المكون للصور الرقمية).
يمكن أن يتم تمثيل متجهات الحركة بالنموذج الانتقالى و حسب أو بالعديد من النماذج الأخرى التي تصف تقريبيا الحركة لكاميرا الفيديو مثل الدوران و الانتقال في الأبعاد الثلاث، والتكبير والتصغير للمشهد.
يدعى تطبيق متجهات الحركة على صورة لمعرفة نموذج التحول للصورة التالية بتعويض الحركة motion compensation. و تعد عملية المزج بين تقدير اتجاه الحركة و تعويض الحركة هي العامل الأساسى لضغط معلومات الفيديو video compression كما هو مستخدم في MPEG 1,2،4 و العديد من الطرق لترميز الفيديو video codecs.

## الخوارزميات المستخدمة
يمكن تقسيم الطرق لمعرفة متجهات الحركة إلى طرق معتمدة على البيكسل (طرق مباشرة) و طرق معتمدة على الملامح المميزة بالصورة(طرق غير مباشرة).و قد نشأ جدال واسع بين مؤيدى الطريقتين و الذي نتج عنه مقالات علمية للوصول للطريق الأمثل لتعيين متجهات الحركة.

### الطرق المباشرة
- خوارزم مطابقة مساحات باطارات الصور Block-matching algorithm
- طرق التحول لمجال الترددات frequency domain methods
- خوارزميات متكررة للبيكسل pixel recursive algorithms
- نموذج الحركة الظاهرة للأشياء optical flow

### الطرق غير المباشرة
تستخدم الطرق غير المباشرة الملامح المميزة بالصورة features مثل اكتشاف الزوايا Corner detection و مطابقة الملامح المميزة المتناظرة في اطارات محددة بالصورة، و عادة ما يتم هذا باستخدام دالة احصائية يتم تطبيقها على مساحة عظمى أو صغرى. يكون الهدف من تلك الدالة ازالة المطابقات الزائفة التي لا تعبر عن حركة.
من الدالات الاحصائية المستخدمة بنجاح RANSAC.

## الهوامش
1. ↑  Philip H.S. Torr and Andrew Zisserman: Feature Based Methods for Structure and Motion Estimation, ICCV Workshop on Vision Algorithms, pages 278-294, 1999
2. ↑  Michal Irani and P. Anandan: About Direct Methods, ICCV Workshop on Vision Algorithms, pages 267-277, 1999.

```
تمت ترجمة هذا المقال من نظيره بالانجيليزية 
Motion estimation
```